# Canton de Luzarches
Le canton de Luzarches est une ancienne division administrative française, située dans le département du Val-d'Oise et la région Île-de-France.

## Composition
Le canton de Luzarches comprenait seize communes jusqu'en mars 2015 :
| Nom                   | Code Insee | Intercommunalité           | Superficie (km2) | Population (dernière pop. légale) | Densité (hab./km2) |
| --------------------- | ---------- | -------------------------- | ---------------- | --------------------------------- | ------------------ |
| Luzarches (chef-lieu) | 95352      | CC Carnelle Pays-de-France | 20,49            | 4 492 (2014)                      | 219                |
| Bellefontaine         | 95055      | CC Carnelle Pays-de-France | 7,53             | 466 (2014)                        | 62                 |
| Châtenay-en-France    | 95144      | CC Carnelle Pays-de-France | 3,07             | 74 (2014)                         | 24                 |
| Chaumontel            | 95149      | CC Carnelle Pays-de-France | 4,23             | 3 324 (2014)                      | 786                |
| Épinay-Champlâtreux   | 95214      | CC Carnelle Pays-de-France | 3,56             | 67 (2014)                         | 19                 |
| Fontenay-en-Parisis   | 95241      | CA Roissy Pays de France   | 10,84            | 1 935 (2014)                      | 179                |
| Fosses                | 95250      | CA Roissy Pays de France   | 3,61             | 9 554 (2014)                      | 2 647              |
| Jagny-sous-Bois       | 95316      | CC Carnelle Pays-de-France | 4,18             | 252 (2014)                        | 60                 |
| Lassy                 | 95331      | CC Carnelle Pays-de-France | 1,92             | 174 (2014)                        | 91                 |
| Le Plessis-Luzarches  | 95493      | CC Carnelle Pays-de-France | 0,90             | 144 (2014)                        | 160                |
| Mareil-en-France      | 95365      | CC Carnelle Pays-de-France | 7,00             | 693 (2014)                        | 99                 |
| Marly-la-Ville        | 95371      | CA Roissy Pays de France   | 8,62             | 5 630 (2014)                      | 653                |
| Puiseux-en-France     | 95509      | CA Roissy Pays de France   | 5,11             | 3 349 (2014)                      | 655                |
| Saint-Witz            | 95580      | CA Roissy Pays de France   | 7,66             | 2 442 (2014)                      | 319                |
| Survilliers           | 95604      | CA Roissy Pays de France   | 5,38             | 4 106 (2014)                      | 763                |
| Villiers-le-Sec       | 95682      | CC Carnelle Pays-de-France | 3,26             | 177 (2014)                        | 54                 |

## Représentation

### Conseillers généraux de 1833 à 1967 (Seine-et-Oise) et de 1967 à 2015 (Val-d'Oise)
| Période        | Période          | Identité                                                                 | Étiquette              | Qualité |
| -------------- | ---------------- | ------------------------------------------------------------------------ | ---------------------- | --- |
| 1833           | 1845             | Auguste Bouchard                                                         | Majorité ministérielle | Officier retraité, maire de Vémars Conseiller référendaire à la Cour des Comptes Député (1833-1839)                            |
| 1845           | 1848             | Claude Leflamand                                                         |                        | Propriétaire à Chaumontel Ancien chef de bureau à l'administration des Postes Chef de bataillon de la Garde Nationale          |
| 1848           | 1883             | Charles Gilbert-Boucher                                                  | Républicain modéré     | Avocat puis magistrat à Avallon (Yonne) Propriétaire à Luzarches Président du Conseil général (1874-1883) Sénateur (1876-1886) |
| 1883           | 1889             | Jules-Émile Sainte-Beuve (1821-1902)                                     |                        | Propriétaire, maire de Louvres, conseiller d'arrondissement                                                                    |
| 1889           | 1919             | Charles Louis Maurice Gilbert-Boucher (neveu de Charles Gilbert-Boucher) | Républicain            | Avocat à Paris, propriétaire à Luzarches et rue Marbeuf à Paris                                                                |
| 1919           | 1940             | André Guilbert                                                           | Rad.ind.               | Industriel - Maire de Louvres Propriétaire boulevard de Magenta à Paris Nommé conseiller départemental en 1943                 |
|                |                  |                                                                          |                        | |
| 1943           | 1945             | Lucien Girard-Boisseau (1893-1963)                                       |                        | Maire de Puiseux-lès-Louvres Nommé conseiller départemental en 1943                                                            |
|                |                  |                                                                          |                        | |
| 1945           | 1949             | Marcel Peyralbe (1892-1966)                                              | PCF                    | Tourneur sur métaux Maire de Gonesse (1945-1947) Ancien conseiller d'arrondissement du canton de Gonesse                       |
| 1949           | 1949 (démission) | Eugène Lair                                                              | Indépendant            | Maire de Viarmes (1937-1944)                                                                                                   |
| 6 février 1950 | 1955             | Louis Désenclos                                                          | PCF                    | Maire de Saint-Martin-du-Tertre (1945-1947 et 1959-1995)                                                                       |
| 1955           | 1961             | Armand Lecomte                                                           | RGR                    | Maire de Saint-Ouen-l'Aumône (1953-1977) Elu en 1967 dans le Canton de Saint-Ouen-l'Aumône                                     |
| 1961           | 1967             | Pierre Fournet                                                           | UNR                    | Maire de Luzarches (1959-1977)                                                                                                 |
| 1967           | 1976             | Roger Vervoitte                                                          | PCF                    | Maire de Chaumontel (1977-1983)                                                                                                |
| 1976           | 1982             | Lucien Dermer (1910-2003)                                                | DVD                    | Chirurgien, maire de Châtenay-en-France                                                                                        |
| 1982           | 1988             | Gérard Lenoir                                                            | PCF                    | Maire de Fosses (1977-1983) |
| 1988           | 2005 (décès)     | Bernard Messéant                                                         | UDF-PR puis ED         | Kinésithérapeute Maire de Luzarches (1977-2001) Vice-président du Conseil général                                              |
| 2005           | 2015             | Patrick Decolin                                                          | UMP                    | Retraité Maire de Luzarches (2001-2014)                                                                                        |

### Conseillers d'arrondissement (de 1833 à 1940)
| Période                                  | Période      | Identité                         | Étiquette       | Qualité |
| ---------------------------------------- | ------------ | -------------------------------- | --------------- | --- |
| 1833                                     | 1839         | M. Badoulleau                    |                 | Propriétaire, ancien maire de Luzarches                                                                     |
| 1839                                     | 1845         | Pierre Hippolyte Méda            |                 | Maire de Luzarches (1839-1842)                                                                              |
| 1845                                     | 1848         | Gilbert Boucher                  |                 | Avocat, propriétaire à Luzarches                                                                            |
| 1848                                     | 1861         | Marin Thézard (1805-1883)        |                 | Notaire à Luzarches                                                                                         |
| 1861                                     | 1871         | Augustin Lallier                 |                 | Notaire, maire de Luzarches                                                                                 |
| 1871                                     | 1883         | Jules-Emile Sainte-Beuve         |                 | Propriétaire, maire de Louvres, Président du Conseil d'arrondissement                                       |
| 1883                                     | 1911 (décès) | Auguste Honoré Lucas (1843-1911) |                 | Propriétaire, maire de Viarmes (1881-1888 et 1896-1911), Président du Conseil d'arrondissement              |
| 9 juil. 1911                             | 1924 (décès) | Jean Darène                      | Radical         | Médecin, conseiller municipal de Viarmes                                                                    |
| 1924                                     | 1934         | Jean Darène (fils du précédent)  | Radical         | Docteur en médecine à Viarmes                                                                               |
| 1934                                     | 1940         | Henri Carré (1880-1941)          | Union nationale | Conseiller municipal puis maire de Luzarches, Président des Mutilés, président du conseil d'arrondissement  |
| 1940                                     |              |                                  |                 | Les conseils d'arrondissement ont été suspendus par la loi du 12 octobre 1940 et n'ont jamais été réactivés |
| Les données manquantes sont à compléter. |              |                                  |                 | |

## Démographie
| 1962   | 1968   | 1975   | 1982   | 1990   | 1999   | 2006   | 2011   | 2012   |
| ------ | ------ | ------ | ------ | ------ | ------ | ------ | ------ | ------ |
| 10 026 | 11 854 | 21 243 | 30 079 | 33 385 | 34 892 | 36 164 | 36 477 | 36 622 |